# Бела Хамваш
Бела Хамваш (мађ. Hamvas Béla, Еперјеш, 23. март 1897 — Будимпешта, 7. новембар 1968) био је мађарски писац и есејиста. Хамвашова дела су углавном објављена након његове смрти и сви рукописи још нису доступни.

## Биографија
Одрастао је у Братислави као дете протестантског свештеника. Отац му се бавио писањем и предавањем мађарске и немачке књижевности. Године 1915. Бела уписује кадетску школу, и убрзо упознаје страхоте Првог светског рата на украјинском и италијанском фронту – два пута бива рањен, доживљава нервни слом и одбија да прими одликовање.
После рата породица се сели у Будимпешту где Хамваш од 1919. до 1923. студира немачки и мађарски. Првобитно се издржава новинарством радећи као есејиста и преводилац. Радове објављује у периодици, а 1927. се запошљава као библиотекар, где га затиче Други светски рат. Послом писца издржавао се само за кратко - пре рата Хамваша нису прихватали реакционари и клерикални кругови, а после рата комунисти. Током рата три пута бива мобилисан, 1942. је на руском фронту. Приликом опсаде Будимпеште 1945. дезертира, а једна граната уништава његов стан и у њему све рукописе и књиге које је сакупљао годинама. Ту је био велики број књига из разних области људског знања - филозофије, природних и друштвених наука, теорије уметности, психологије, као и пројекат „Стотину књига“ светске књижевности. Осим текстова објављених у периодици и књиге „Невидљиво збивање“ објављене 1943, једини, случајно сачувани рукопис из овог првог периода Хамвашевог рада је капитална Scientia sacra.
Након рата, 1948. заједно са својом женом Каталином Кемењ објављује књигу Револуција у уметности, апстракција и надреализам у Мађарској и убрзо због својих ставова који се нису уклапали у Лукачев модел комунистичког културног ентузијасте, губи место библиотекара доспевајући на црну листу, чиме му је онемогућено објављивање књига и достојно запослење.
Након овог понижења, Хамваш у положају који га је задесио види предност за усавршавање и не обазире се на спољашње догађаје. Између 1951. и 1964. године радио је као неквалификовани радник у хидроелектранама на Тиси, Иноти и Бокоду, у тешким условима. Ради је и као магационер, економ, земљорадник, помоћни физички радник, а истовремено даноноћно је радио на својим списима. Кад год је имао слободно време, преводио је са санскрита, хебрејског и грчког и писао о кабали, зену и суфизму. Између 1959. и 1966. завршио је „Патмос“, свој последњи велики рад. 
Његов рад остао је у рукописима све до његове смрти. У новосадском часопису „Хид“ објављена су два његова есеја, „Дрвеће“ и „Орфеј“, а од 1976. и мађарски часописи полако почињу да објављују Хамвашеве есеје, па је 1987. у Печују објављена збирка његових есеја „Дух и егзистенција“.
Са 67 година је коначно добио пензију. Бела Хамваш је умро од хеморагијског можданог удара 1968. године. Сахрањен је у Сентендреу.
Године 1990. постхумно је добио мађарску награду Кошут.

## Значајна дела
- , духовна баштина древног човечанства (1988)[4]
- Патам I-III (1992–93)
- Карневал (1985)
- У одређеном погледу (1991)
- Наиме (1991)